# Preslav
Preslav (en búlgaro: Преслав) es una ciudad de Bulgaria en la provincia de Shumen. Fue la capital del Primer Imperio Búlgaro de 893 a 972. Las ruinas de Preslav están situadas a unos 20 km al sudoeste de la capital regional de Shumen, y constituyen en la actualidad una reserva arqueológica nacional.

## Geografía
Se encuentra a una altitud de 123 m s. n. m. a 412 km de la capital nacional, Sofía.

## Demografía
Según la estimación de 2013, contaba con una población de 8 421 habitantes.
|         | 2004  | 2005  | 2006  | 2007  | 2008  | 2009  | 2010  | 2011  | 2012  |
| Mujeres | 4 694 | 4 657 | 4 651 | 4 601 | 4 562 | 4 525 | 4 492 | 3 925 | 3 895 |
| Varones | 4 643 | 4 608 | 4 557 | 4 519 | 4 460 | 4 426 | 4 394 | 3 730 | 3 696 |
| Total   | 9 337 | 9 265 | 9 208 | 9 120 | 9 022 | 8 951 | 8 886 | 7 655 | 7591  |

## Historia

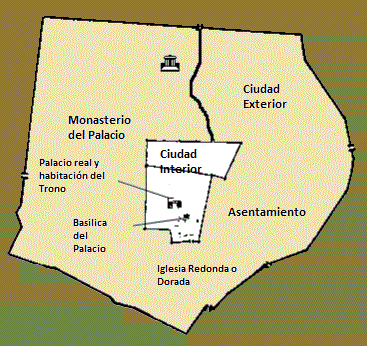
Plano medieval de Preslav.

El nombre de Preslav es de origen eslavo. Parece ser que fue un asentamiento eslavo hasta su fortificación a comienzos del siglo IX. La cercanía de la capital del estado búlgaro, Pliska, llevó a un rápido crecimiento de Preslav durante los reinados de los janes búlgaros Krum y Omurtag. En la época de la coronación de Boris I, en 852, era un importante centro militar, y la sede del Ichirgu-boil. Tras la conversión de los búlgaros al cristianismo (864) se construyó un gran número de iglesias en la ciudad.
La revuelta de la nobleza pagana de Pliska, dirigida por el rey Vladimir fue decisiva para el destino futuro de la ciudad. En 893, Vladimir fue destronado, y el nuevo rey, Simeón I, decidió trasladar la capital a Preslav. Durante los 80 años que siguieron la ciudad se desarrolló rápidamente, transformándose en el centro no sólo de la política y diplomacia, sino también de la cultura, literatura y artes de Bulgaria. Un cronista menciona que Simeón invirtió 28 años en establecer y edificar la nueva capital. Las excavaciones arqueológicas han demostrado, sin embargo, que la ciudad continuó desarrollándose durante las décadas de 930 y 940, y alcanzó la cumbre de su crecimiento y su magnificencia durante el reinado del zar Pedro I.
Los autores literarios más importantes en antiguo búlgaro trabajaron en Preslav; entre ellos Juan el Exarca, Constantino de Preslav y Cernorizec Hrabar. Fue posiblemente en el período de esplendor de esta Escuela Literaria de Preslav cuando se desarrolló el alfabeto cirílico, a mediados del siglo IX. La ciudad fue también notable por sus grandes talleres de cerámica, donde se producían artísticas vasijas, azulejos vidriados, iconos de cerámica e iconostasios. 
La suerte de la ciudad cambió considerablemente a finales de la década de 960, cuando fue ocupada por el príncipe de Kiev Sviatoslav. En la guerra entre rusos y bizantinos que vino después, Preslav fue saqueada e incendiada por el ejército del emperador bizantino Juan I Tzimiscés. Los conquistadores se apoderaron de los tesoros de la ciudad, incluyendo buena parte de la valiosa biblioteca de Simeón I. Durante los años que siguieron, la ciudad entró en un prolongado período de decadencia. 
Recuperó algo de su importancia en la política de Bulgaria durante los primeros años del reinado conjunto de los fundadores del Segundo Imperio Búlgaro, Pedro IV e Iván Asen I.